# Großsteingrab Venslev Marker 2
Das Großsteingrab Venslev Marker 2 ist eine megalithische Grabanlage der jungsteinzeitlichen Nordgruppe der Trichterbecherkultur im Kirchspiel Ferslev in der dänischen Kommune Frederikssund.

## Lage
Das Grab liegt östlich von Venslev, nördlich der Straße Venslevleddet auf einem Feld. In der näheren Umgebung gibt bzw. gab es zahlreiche weitere megalithische Grabanlagen.

## Forschungsgeschichte
In den Jahren 1873 und 1942 führten Mitarbeiter des Dänischen Nationalmuseums Dokumentationen der Fundstelle durch. Eine weitere Dokumentation erfolgte 1989 durch Mitarbeiter der Forst- und Naturbehörde. 2016 wurde das Grab restauriert.

## Beschreibung
Die Anlage besaß ursprünglich eine Hügelschüttung, über die aber nichts bekannt ist. Die Grabkammer ist als Polygonaldolmen anzusprechen. Sie ist ostsüdost-westnordwestlich orientiert und hat einen fünfeckigen Grundriss. Sie hat eine Länge von 1,6 m und eine Breite von 1,1 m. Die Kammer bestand ursprünglich aus vier Wandsteinen, von denen heute nur noch drei erhalten sind. An der Ostsüdostseite befindet sich der 0,6 m breite Zugang zur Kammer. Der Deckstein fehlt.
Bei der Restaurierung wurde das Grab von Bewuchs und Feldsteinen befreit.